# Петър Винаров
Петър Николов Станев-Винаров е български политик, виден русенски възрожденец, богат търговец и общественик, кмет на Русе между 1885 и 1893 г.

## Биография

#### Ранни години
Петър Винаров е роден през 1851 г. в Русчук, Османска империя. Брат е на българския генерал Върбан Винаров (1856 – † 1908). Като младеж се включва в Борбата за църковна независимост и активно участва в акцията по изгонването на гръцкия владика Синесий Червенски от града (1865 г.). По време на Освободителната война (1877 – 78) подпомага руското разузнаване. Попада в ръцете на турските власти, заедно с Михаил Хаджикостов, Върбан Дочев и Атанас Краев и е заточен в Халеб, Сирия, където престоява от 1 август 1877 до 23 април 1878 г.

#### Политическа дейност

##### Първи мандат
На насрочените за 1 май 1885 г. избори победа печели Съединената опозиция (либералите-цанковисти и консерваторите). С княжески указ за кмет е утвърден на 1 юли нейния представител Петър Винаров. Под негово ръководство Русенската община изгражда шест тютюневи фабрики, които впоследствие да се продадат на частни предприемачи. По време на Сръбско-българската война в града се откриват няколко временни болници за ранени български войници. През 1886 г. подкрепя свалянето на княз Александър I Батенберг. На проведените на 4 септември 1887 г. градско-общински избори печелят националистите (привържениците на Стефан Стамболов), сред които е и Петър Винаров. Димитър Мантов е избран за кмет, а Винаров е негов заместник. Разцеплението между тях започва още през есента на 1887 г. Още на първото заседание на 8 януари 1888 г., поддържан от стамболовисткото мнозинство обявява на кмета, че е бламиран. С Указ № 27 от 15 януари правителството утвърждава промяната.

##### Втори мандат
С поддръжката на общинския съвет кметът започва павирането на централните градски улици с гранитни блокчета от кариерата „Сан Рафаел“, Франция. От края на 80-те години на 19 век Русе започва да приема характерния си европейски облик. Тогава започва и индустриализацията на града. Към 1890 г. са изградени 14-т по-големи предприятия от фабричен тип в областта на металообработващата, химическата, хранителната, керамичната, кожарската и др. отрасли.

##### Трети мандат
Поради липса на организирана опозиция без изненади минават парламентарните и общински избори през 1890 г. и П. Винаров запазва кметския си пост. С неотслабващи темпове продължава строителството в града и околността му. Полагат се грижи за хигиенизирането на улиците и медицинската профилактика на населението. През 1892 г. започва да се издава и „Русенски общински вестник“, с главен редактор Михаил Хаджикостов. В него се публикуват по-важните решения на общинския съвет, заповедите на кмета и други съобщения за града и страната.
С Указ № 380 от 30 юни 1893 г. се уволняват всички членове на русенския общински съвет и се назначава тричленна комисия в състав: Панайот Попов – председател и членове – Лазар Динолов и Цони Паяков. Към 24 март 1896 г. срещу Петър Винаров има влязла в сила присъда за злоупотреба със служебно положение.

## Семейство
Женен е за Ангелина Иванова от Тутракан. Имат осем деца – петима сина и три дъщери. Живеели са в Русе на ул. „Княз Владимирска“ №6 (днес ул. „Райко Даскалов“). Синът му, Иван, загива на фронта през Междусъюзническата война като санитарен подпоручик, доктор. Петър Винаров е брат на известния български военачалник генерал-майор Върбан Винаров, чиято дъщеря Бистра Винарова e съпруга на големия български историограф, дипломат, публицист и журналист Симеон Радев.

#### Смърт
Умира на 75-годишна възраст в Русе, България през 1926 г.

### Архитектурно наследство
Построената от Петър Винаров къща известна като Къщата на Петър Винаров е част от архитектурното наследство на Русе.

## Цитирана литература